# Song of Love (1947)
Song of Love is een Amerikaanse dramafilm uit 1947 onder regie van Clarence Brown. Het scenario is gebaseerd op het leven van de componist Robert Schumann en zijn vrouw Clara. Destijds werd de film in Nederland uitgebracht onder de titel Een lied van de liefde.

## Verhaal
De getalenteerde pianiste Clara Wieck trouwt in 1840 met de onbekende componist Robert Schumann. Uit hun huwelijk worden zeven kinderen geboren. Als de componist Johannes Brahms bij hen intrekt, wordt hij meteen verliefd op Clara. Zij gaat niet in op zijn avances. Doordat Schumann geen uitgever kan vinden voor zijn werk, komt hij in geldnood. Clara geeft concerten om zijn schulden af te betalen. Hij kan de mislukkingen niet verwerken en krijgt tijdens een opvoering een zenuwinzinking. Na zijn overlijden in het gesticht wijdt Clara de rest van haar leven aan de bewaring van zijn muziek. 

## Rolverdeling
| Acteur            | Personage          |
| ----------------- | ------------------ |
| Katharine Hepburn | Clara Schumann     |
| Paul Henreid      | Robert Schumann    |
| Robert Walker     | Johannes Brahms    |
| Henry Daniell     | Franz Liszt        |
| Leo G. Carroll    | Friedrich Wieck    |
| Elsa Janssen      | Bertha             |
| Gigi Perreau      | Julie Schumann     |
| Tinker Furlong    | Felix Schumann     |
| Ann Carter        | Marie Schumann     |
| Janine Perreau    | Eugenie Schumann   |
| Jimmy Hunt        | Ludwig Schumann    |
| Anthony Sydes     | Ferdinand Schumann |
| Eilene Janssen    | Elise Schumann     |
| Roman Rohnen      | Dokter Hoffman     |
| Ludwig Stössel    | Haslinger          |
| Tala Birell       | Prinses Valerie    |
| Kurt Katch        | Rechter            |
| Henry Stephenson  | Koning Albert      |
| Konstantin Shayne | Carl Reinecke      |